# Organisation spéciale (Algérie)
Pour les articles homonymes, voir OS.
L'Organisation spéciale (OS), fondée officiellement le 15 février 1947, était le bras armé clandestin du Mouvement pour le triomphe des libertés démocratiques (MTLD), parti de Messali Hadj. L'OS fut démantelée par la police française à la fin de l'année 1950.

## Contexte politique et fondation
Les massacres de Sétif, Guelma et Kherrata du 8 mai 1945 renforcent la position des partisans d'actions violentes pour l'indépendance de l'Algérie.
Après sa dissolution en 1939 par les autorités françaises, le Parti du peuple algérien (PPA) n'avait plus d'existence légale. 
Le congrès du mouvement nationaliste convoqué du 15 au 16 février 1947 entérina la voie électoraliste.
Alors que le PPA désormais clandestin surveillait le MTLD, en coexistant avec lui, une organisation militaire secrète était mise sur pied : l'Organisation spéciale, officiellement fondée le 18 février 1947 ; cette date du 18 février fut en tout cas retenue en 1992 pour instaurer la « Journée nationale du Chahid ».

## Organisation
La direction de l'Organisation spéciale était composée par 
- Mohamed Belouizdad, coordinateur
- Mostefa Ben Boulaïd, responsable de l'Aurès
- Abdelkader Belhadj Djilali, responsable militaire
- Hocine Aït Ahmed, responsable politique
- Ahmed Ben Bella, responsable du département d'Oran
- Mohamed Maroc, responsable du département d'Alger
- Djilali Reguini, responsable du département de Kabylie
- Mohamed Boudiaf, responsable du département de Constantine[3]

Mohamed Belouizdad devait assurer la liaison avec le bureau politique du PPA-MTLD, dont il était membre.

### Premier état-major
Le premier état-major de l'Organisation spéciale, après le congrès du 15 au 16 février 1947, était composée par :
- Mohamed Belouizdad, chef d'état-major
- Mohamed Lamrani, commissaire politique du département d'Alger
- Ahmed Ben Bella, responsable du département d'Oran
- Abdelkader Belhadj Djilali, responsable du département d'Alger II (Chlef, Dahra)
- Djilali Reguini, responsable du département d'Alger I (Alger, Metidja, Titteri)
- Hocine Aït Ahmed, responsable du département de la Kabylie
- Mohamed Boudiaf, responsable du département de Constantine[4]

### Deuxième état major
Le deuxième état major de l'Organisation spéciale, fin 1947 jusqu’à l'été 1949, était composé par : 
- Hocine Aït Ahmed, chef d'État major
- Abdelkader Belhadj Djilali, instruction militaire, inspection générale
- Ahmed Ben Bella, responsable du département d'Oran
- Mohamed Maroc, responsable du département d'Alger II (Chlef, Dahra)
- Djilali Reguini, responsable du département d'Alger I (Alger, Metidja, Titteri, Kabylie)
- Mohamed Boudiaf, responsable du département de Constantine[4]

### Troisième état major
Le troisième état major de l’Organisation Spéciale, été 1949 jusqu’à mai 1950,  était composée par :
- Ahmed Ben Bella, chef d'État major
- Mohamed Yousfi, services généraux, artificiers, transmissions
- Abdelkader Belhadj Djilali, instruction militaire, inspection générale
- Abderahamane Bensaid, responsable du département d'Oran
- Ahmed Mahsas, responsable du département d'Alger II (Chlef, Dahra)
- Djilali Reguini, responsable du département d'Alger I (Alger, Mitidja, Titteri, Kabylie)
- Mohamed Boudiaf, responsable du département de Constantine avec son adjoint Larbi Ben M'hidi[5].
- [réf. nécessaire]

## Démantèlement
En 1950 l'Organisation spéciale fut démantelée par la police nationale française, détruisant ses structures, arrêtant des centaines de militants et contraignant ceux qui furent en fuite à l'inaction.
La découverte de l'OS par les autorités françaises conduit à sa dissolution. Plusieurs membres dirigeants de l'OS sont jugés et condamnés par contumace pour leur responsabilité dans différents attentats. L'OS va choisir de se tenir à l’écart des dissensions qui opposent les deux clans antagonistes, centralistes et messalistes, au sein du MTLD.
Des personnalités telles que Mostefa Ben Boulaïd furent parmi les seules à ne pas avoir désarmé et à avoir gardé leurs éléments à l'époque du démantèlement de l'OS. D'autres figures, comme Ben Tobbal, qui étaient liées à l'OS, trouvèrent refuge dans l'Aurès.